# Badminton na Igrzyskach Ameryki Południowej 2022
Badminton na Igrzyskach Ameryki Południowej 2022 odbywał się w dniach 2–7 października 2022 roku w Estadio León Condou w Asunción. Rywalizacja odbywała się w sześciu konkurencjach zarówno indywidualnych, jak i drużynowych.

## Podsumowanie

### Klasyfikacja medalowa
| Klasyfikacja medalowa | Klasyfikacja medalowa | Klasyfikacja medalowa | Klasyfikacja medalowa | Klasyfikacja medalowa | Klasyfikacja medalowa |
| Miejsce               | Państwo               | Złoto                 | Srebro                | Brąz                  | Razem                 |
| --------------------- | --------------------- | --------------------- | --------------------- | --------------------- | --------------------- |
| 1                     | Brazylia              | 6                     | 4                     | 1                     | 11                    |
| 2                     | Peru                  | 0                     | 2                     | 8                     | 10                    |
| 3                     | Kolumbia              | 0                     | 0                     | 2                     | 2                     |
| Razem                 | Razem                 | 6                     | 6                     | 11                    | 23                    |

### Medaliści
| Konkurencja             | 1. miejsce | 2. miejsce | 3. miejsce |
| ----------------------- | --- | --- | --- |
| Gra pojedyncza mężczyzn | Jonathan Matias | Donnians Oliveira | Davi Marinho da Silva José Guevara                                                                                        |
| Gra podwójna mężczyzn   | Brazylia · Fabrício Farias · Davi Marinho da Silva                                                                                                   | Peru · Daniel la Torre Regal · Diego Subauste | Kolumbia · Daniel Borja · Miguel Quirama Peru · José Guevara · Diego Mini                                                 |
| Gra pojedyncza kobiet   | Juliana Vieira | Sâmia Lima | Inés Castillo Fernanda Saponara Rivva                                                                                     |
| Gra podwójna kobiet     | Brazylia · Sânia Lima · Juliana Vieira | Brazylia · Jaqueline Lima · Sâmia Lima | Peru · Inés Castillo · Paula la Torre Regal Peru · Namie Miyahira · Fernanda Saponara Rivva                               |
| Gra mieszana            | Brazylia · Fabrício Farias · Jaqueline Lima | Brazylia · Davi Marinho da Silva · Sânia Lima | Peru · Diego Mini · Paula la Torre Regal Peru · Inés Castillo · José Guevara                                              |
| Drużynowo               | Brazylia · Davi Marinho da Silva · Donnians Oliveira · Fabrício Farias · Jaqueline Lima · Jonathan Matias · Juliana Vieira · Sâmia Lima · Sânia Lima | Peru · Daniel la Torre Regal · Diego Mini · Diego Subauste · Fernanda Saponara Rivva · Inés Castillo · José Guevara · Namie Miyahira · Paula la Torre Regal | Kolumbia · Karen Patiño · Juliana Giraldo · Miguel Quirama · Daniel Borja · Giovanny Andrés Castaño · María Yulieth Pérez |